# Gobierno de Miguel Ricardo de Álava y Esquível

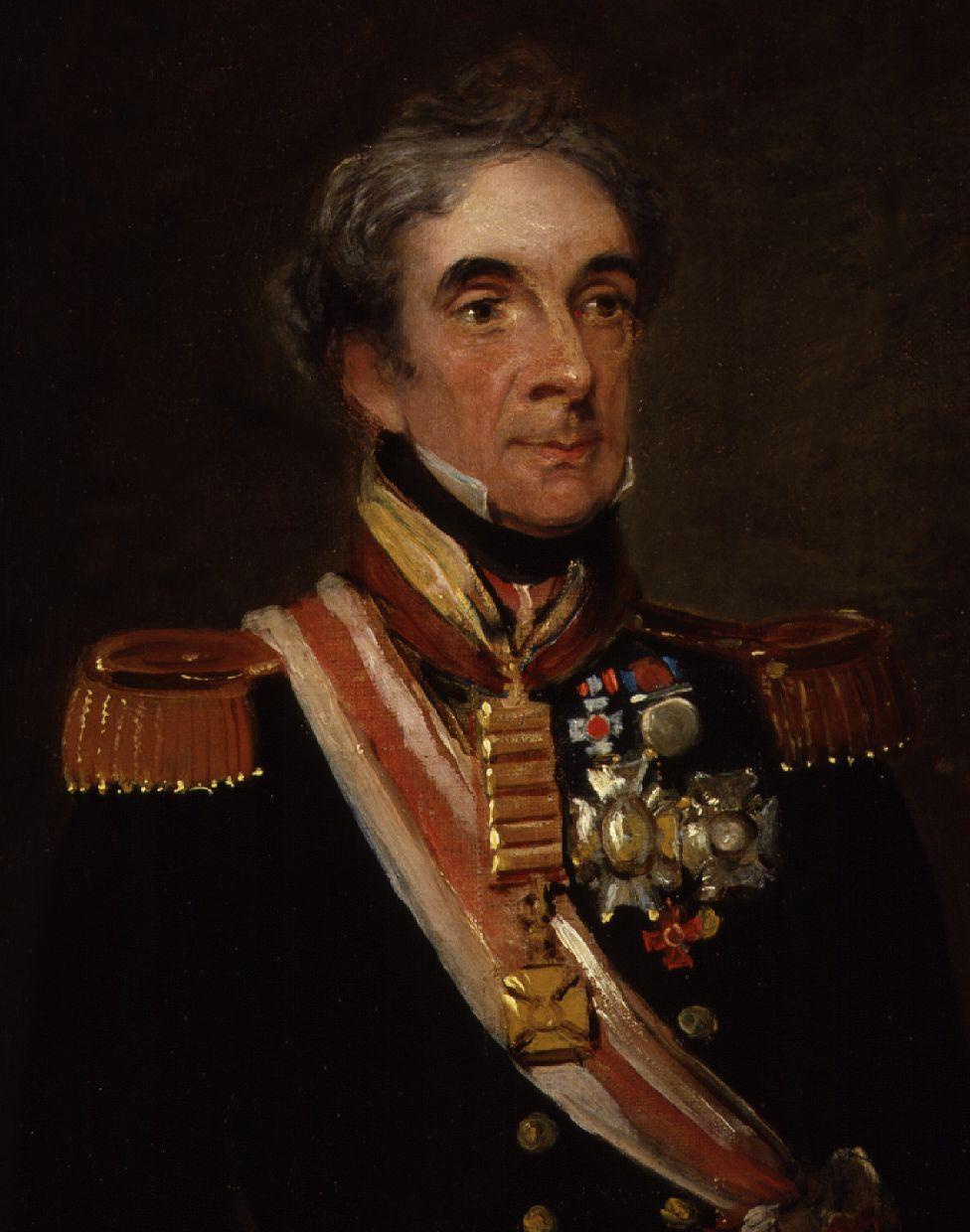
Miguel Ricardo de Álava y Esquivel

Con la dimisión de José María Queipo de Llano, el 14 de septiembre de 1835 la Reina Gobernadora María Cristina nombró para el cargo de Presidente del Consejo de Ministros al general Miguel Ricardo de Álava, héroe de la Guerra de Independencia y a la sazón ministro plenipotenciario de España en Londres. La regente, pese a las presiones, se negaba a nombrar un presidente exaltado, en parte porque muchos de ellos habían estado involucrados en las rebeliones contra el anterior Gobierno, y siguió apoyando una línea de gobierno moderada. 
En un primer momento, Juan Villalba, Subsecretario de Estado, se encargó de forma interina del Ministerio hasta el 17 de septiembre. Sin embargo, y en vista de que el nuevo presidente no tenía ninguna intención de regresar a España o de, por lo menos, acelar su partida, la reina María Cristina no tuvo más remedio que nombrar Ministro de Estado con carácter interino a Juan Álvarez Mendizábal, un político de tendencia exaltada que en ese momento ocupaba la cartera de Hacienda: 

En nombre de mi augusta Hija Doña Isabel II, y por convenir asi á su mejor servicio, he vendio en mandar que D. Juan Alvarez y Mendizabal, secretario del Despacho de Hacienda, se encargue interinamente del ministerio de Estado hasta que venga á desempeñarlo D. Miguel Ricardo de Alava, nombrado por mi Real decreto del 14 primer secretario de Estado, y Presidente del Consejo de Ministros. Tendréislo entendido, y dispondreis lo necesario á su cumplimento.
Está rubricado de la Real mano. En el Pardo á 17 de Septiembre de 1835.
Gaceta de Madrid nº 268: 21 de septiembre de 1835

El general Álava no regresó nunca a España, solicitando a la reina que aceptara su dimisión del cargo de presidente. La regente aceptó a regañadientes la dimisión, encargando formar gobierno con carácter interino a Mendizábal el 25 de septiembre de 1835: 

Habiendo tenido á bien acceder á la súplicas que me ha dirigido D. Miguel Ricardo de Alava para que admitiese la renuncia que ha hecho del cargo de Presidente del Consejo de Ministros, que le conferí al nombrarle primer Secretario de Estado y del Despacho; he venido en elegir para que lo desempeñe interinamente á D. Juan Alvarez y Mendizabal, Secretario de Estado y del Despacho de Hacienda. Tendréislo entendido, y dispondreis lo necesario á su cumplimento.
Está rubricado de la Real mano. En el Pardo á 25 de Setiembre de 1835.
Gaceta de Madrid nº 273: 26 de septiembre de 1835

El general Álava retuvo el Ministerio de Estado hasta el 4 de octubre, aunque solicitó en reiteradas ocasiones que se admitiera también para ese cargo su dimisión. Finalmente, la regente accedió a ello y otorgó esa cartera de forma definitiva, aunque siempre con carácter interino, a Mendizábal.
En el nombramiento de Mendizábal tuvo mucha importancia la actuación del ministro plenipotenciario británico George Villiers, IV conde de Clarendon, quien convenció a la reina de las buenas intenciones de Mendizábal y en sus deseos de respetar el Estatuto Real de 1834. Este apoyo a Mendizábal se enmarca dentro la lucha de influencias sobre la política española que mantenían sus principales aliados, Francia y Reino Unido. De este modo, Francia apoyaba a los políticos moderados mientras que los británicos apoyaban a los progresistas.
Debido a que el general Álava nunca llegó a jurar su cargo y a que Mendizábal se ocupó del Gobierno casi desde el primer momento, la presidencia de ambos suele contabilizarse como un mismo Gabinete.
| Composición del Gobierno            | |                                         |                                               |
| Cargo                               | Titular                                                                                                  | Inicio                                  | Fin                                           |
| Presidente del Consejo de Ministros | Miguel Ricardo de Álava y Esquível                                                                       | 14 de septiembre de 1835                | 25 de septiembre de 1835                      |
| Ministro de Estado                  | Miguel Ricardo de Álava y Esquível                                                                       | 14 de septiembre de 1835                | 4 de octubre de 1835 (siguiente Gobierno)     |
| Ministro de Estado                  | Juan Villalba (interino hasta la llegada del titular: 14 de septiembre - 17 de septiembre de 1835)       | 14 de septiembre de 1835                | 4 de octubre de 1835 (siguiente Gobierno)     |
| Ministro de Estado                  | Juan Álvarez Mendizábal (interino hasta la llegada del titular: 17 de septiembre - 4 de octubre de 1835) | 14 de septiembre de 1835                | 4 de octubre de 1835 (siguiente Gobierno)     |
| Ministro de Gracia y Justicia       | Manuel García Herreros                                                                                   | 13 de junio de 1835 (Gobierno anterior) | 27 de septiembre de 1835 (siguiente gobierno) |
| Ministro de la Guerra               | Mariano Quirós Brihuega (interino)                                                                       | 14 de septiembre de 1835                | 27 de septiembre de 1835 (siguiente Gobierno) |
| Ministro de Hacienda                | Juan Álvarez Mendizábal                                                                                  | 13 de junio de 1835 (Gobierno anterior) | 15 de mayo de 1835 (siguiente Gobierno)       |
| Ministro de Marina                  | Juan Álvarez Mendizábal (interino)                                                                       | 14 de septiembre de 1835                | 2 de mayo de 1835 (siguiente Gobierno)        |
| Ministro de lo Interior             | Ramón Gil de la Cuadra                                                                                   | 14 de septiembre de 1835                | 27 de septiembre de 1835 (siguiente Gobierno) |
| Ministro de lo Interior             | Martín de los Heros (interino hasta la llegada del titular: 15 de septiembre - 27 de septiembre de 1835) | 14 de septiembre de 1835                | 27 de septiembre de 1835 (siguiente Gobierno) |